# Jennifer Clement
Jennifer Clement (Greenwich, Connecticut, EUA, 1960) és una escriptora nord-americana. L'any 2015 va ser la primera dona en presidir el PEN Club Internacional des de la creació, el 1921. De 2009 a 2012 havia estat presidenta del PEN Club de Mèxic.
Clement és l'autora de quatre novel·les, així com del llibre biogràfic Widow Basquiat (sobre el pintor Jean Michel Basquiat i la ciutat de Nova York a principi dels anys 1980) i de diverses obres de poesia. Els llibres de Clement han estat traduïts a 30 llengües.

## Biografia
Nascuda el 1960 a Greenwich, Connecticut, l'any següent la seva família va traslladar-se a Ciutat de Mèxic, on va cursar els anys d'escola a l'Edron Academy (El Colegio Británico), però quan la seva família va tornar als Estats Units, Clement va acabar els estudis secundaris a la institució privada Cranbrook Schools, abans d'estudiar Antropologia i Literatura anglesa a Universitat de Nova York. Posteriorment va rebre el seu MFA (postgrau) de la Universitat de Maine del Sud.

## Carrera
El primer llibre de Clement, Widow Basquiat, va ser publicat l'any 2000 i va tenir bona acollida entre els crítics. El 2001 va publicar la seva primera novel·la, A True Story Based on Lies, el qual va quedar finalista de l'Orange Prize de ficció.
L'any 2014 va publicar la novel·la Prayers for the Stolen, la qual va esdevenir un èxit de vendes. El llibre va ser inclòs en la llista dels millors llibres de l'any en diferents diaris de prestigi, com The New York Times i The Irish Times.
És també l'autora de diversos llibres de poesia: The Next Stranger amb una introducció de W. S. Merwin (1993), Newton's Sailor (1997), Lady of the Broom (2002) i Jennifer Clement: New and Selected Poems (2008).
Clement va ser guardonada amb el National Endowment of the Arts (NEA) Fellowship for Literature de 2012 i el The Sara Curry Humanitarian Award per la seva novel·la Prayers for the Stolen. El 2016 va ser guardonada amb el Guggenheim Fellowship per la seva novel·la Gun Love, publicada el 2018.
Clement és membre del programa Sistema Nacional de Creadores de Arte de Mèxic. Juntament amb la seva germana Barbara Sibley, és fundadora i directora de The San Miguel Poetry Week.
Com a presidenta del PEN Club de Mèxic es va mostrar preocupada per la seguretat dels periodistes dins l'estat de Mèxic i va ser clau en el canvi de jurisdicció, de manera que l'assassinat d'un periodista esdevenia un delicte federal.
L'any 2015 va substituir John Ralston Saul com a presidenta del PEN Club Internacional. El gener de 2018, Clement va «exigir», com a presidenta del PEN Club Internacional, «l'alliberament immediat» dels líders independentistes catalans Jordi Sànchez i Jordi Cuixart, dies abans del judici al procés independentista català.

## Obra

### Novel·la
- A True Story Based on Lies (2001)
- The Poison That Fascinates (2008)
- Prayers for the Stolen (2014)
- Gun Love (2018)

### Poesia
- The Next Stranger (1993)
- Newton's Sailor (1997)
- Lady of the Broom (2002)
- Jennifer Clement: New and Selected Poems (2008)

### No-ficció
- Widow Basquiat (2000)

## Premis
- The New York Times Editor's Choice Book, 2018, per Gun Love.
- Guggenheim Fellowship, 2016.
- HIPGiver Honor, 2016.
- Hermitage Residency, 2016.
- Grand Prix des Lectrices Lyceenes de Elle (patrocinat per la revista Elle, el ministeri d'Educació de França French Ministry of Education i de l'associació Maison des écrivains et de la littérature, 2015.
- The Sara Curry Humanitarian Award, 2014, per Prayers for the Stolen.
- National Endowment for the Arts (NEA) Fellowship for Literature, 2012, per Prayers for the Stolen.